# Müllerhof (Lindlar)
Die Hofschaft Müllerhof mit etwa 20 Einwohnern ist ein Ortsteil der Gemeinde Lindlar, Oberbergischer Kreis, im Regierungsbezirk Köln in Nordrhein-Westfalen (Deutschland).

## Lage und Beschreibung
Müllerhof liegt im Norden der Gemeinde Lindlar, nördlich von Steinenbrücke und südlich von Breun an der Landesstraße 284. Der Bach Breun streift die Ortschaft.

## Geschichte
1830 wurde in der „Topographisch-Statistischen Beschreibung der Königlich-Preußischen Rheinprovinz“ vermerkt: „Müllerhof mit 1 Mühle und 46 Einwohnern“.
Im Jahre 1858 wurde die ordentliche Schule zu Mittelbreun nach Müllerhof verlegt. Nachdem in Unterfeld ein neues Schulhaus gebaut wurde, zog die Schule 1885 dorthin.
Die Gemeinde- und Gutbezirksstatistik der Rheinprovinz führt Haus und Schule Müllerhof 1871 mit einem Wohnhaus und elf Einwohnern auf.
1885 bestand Müllerhof aus zwei Wohngebäuden und hatte elf Einwohner.

## Sehenswürdigkeiten
- ein um 1780 erbautes Fachwerkhaus

## Busverbindungen
Schulbus:
- Z12a Stelberg – Müllerhof – Oberfeld – Roderwiese – Unterfeld (Schulbuszubringer)